# Eosembia malaya
Eosembia malaya is een insectensoort uit de familie Oligotomidae, die tot de orde webspinners (Embioptera) behoort. De soort komt voor in Maleisië.
Eosembia malaya is voor het eerst wetenschappelijk beschreven door Ross in 2007.